# مایکل سی هال
مایکل کارلایل هال (به انگلیسی: Michael C. Hall) بازیگر آمریکایی است که با نقش آفرینی او به عنوان دکستر مورگان، یک قاتل سریالی و تحلیل گر آثار خون در سریال تلویزیونی دکستر و به عنوان دیوید فیشر در سریال شش فوت زیر زمین شناخته می‌شود. در سال ۲۰۱۰ هال برندهٔ جایزهٔ گلدن گلوب و جایزه انجمن بازیگران فیلم برای نقش او در سریال دکستر شد. هال متولد ۱ فوریه ۱۹۷۱ در کارولینای شمالی است. مادر مایکل، جنیس استیونس هال، مشاور مدرسه بود و پدرش ویلیام هال یکی از کارمندان شرکت کامپیوتری IBM بود. خواهر مایکل قبل از زاده شدن مایکل از دنیا رفت و مایکل تنها فرزند خانواده شد و دیگر خواهر یا برادری را در کنار خود ندید. مایکل در این باره می‌گوید: «در خانواده ما ارتباط جالبی برقرار بود: ارتباط من و مادرم.» پدر مایکل وقتی تنها مایکل ۱۱ سال داشت، در سال ۱۹۸۲، از دنیا رفت. مایکل در مصاحبه‌ای در سال ۲۰۰۴ اعلام کرد این اتفاق اصلاً برای او خوشایند نبوده، چون در سن ۱۱ سالگی یک بچه نمی‌تواند بی پدر زندگی کند و این اتفاق برای او سنگین بود و او را مصمم به جلو رفتن کرد، اما همیشه لحظه تلخ مرگ پدر جلوی چشمان او بوده و همیشه پدرش را یاد می‌کند.
مایکل تحصیلاتش را در مدرسه Ravenscroft شروع کرد و توانست خیلی زود پایه‌های درسی خود را محکم کند. او در سال ۱۹۸۹ وارد کالج شد و توانست در سال ۱۹۹۳ از کالج ارهالم فارغ‌التحصیل شود. مایکل که در ذهن خود، خود را یک وکیل می‌پنداشت به یک باره نظر خود را تغییر داد و به دانشگاه نیویورک و دانشکده هنرهای تیش رفت و در سال ۱۹۹۶ نیز از آنجا فارغ‌التحصیل شد.

## زندگی حرفه‌ای
مایکل وقتی در مدرسه Ravenscroft بود و زمانی که در کلاس دوم حضور داشت، در تئاتر “What Love Is” به ایفای نقش پرداخت و پس از آن در کلاس پنجم به آواز خواندن در کلاس کر موسیقی پسران روی آورد. مایکل در دبیرستان بعد از تئاتر "What Love Is" در برنامه‌های صدای موسیقی، اکلاهما! و ویولن‌زن روی بام حضور داشت.
پس از این که مایکل از دانشکده هنرهای تیش فارغ‌التحصیل شد سریعاً بازیگری را در تئاتر آغاز کرد و با هنرنمایی در نمایشنامه‌هایی چون هنری پنجم، مکبث، سیمبلین در فستیوال تئاتر نیویورک چهرهٔ جدیدی از خود به نمایش گذاشت. او پس از آن در نمایشنامه‌های دیگری همچون تیمون آتنی و معلمان انگلیسی نیز به ایفای نقش پرداخت. او همچنان در تئاتر به شهرت می‌رسید و پله‌های ترقی را یکی پس از دیگری طی می‌کرد که در سال ۱۹۹۹ سم مندس، کارگردان به نام هالیوودی، تهیه‌کنندگی و کارگردانی یکی از نمایشنامه‌های وی را به عهده گرفت و مایکل را در نمایشنامهٔ کاباره به روی صحنه برد. بعد از این اتفاق بود که مایکل با آلن بال که فیلم‌نامه فیلم زیبای آمریکایی را برای مندس نوشته بود، آشنا شد. آلن بال، مایکل را برای ایفای نقش در یکی از سریال‌های اچ‌بی‌او در نظر گرفت. آلن بال با ساخت سریال شش فوت زیر زمین مایکل را کاملاً از تئاتر دور و صفحهٔ جدیدی از زندگی او را رقم زد.

### شش فوت زیر زمین
شش فوت زیر زمین داستان خانواده‌ای است که شغل آن‌ها اجرای مراسم کفن و دفن مرده هاست. داستان با مرگ پدر خانواده شروع می‌شود و شخصیت اصلی داستان، که پیتر کراوزه آن را بازی می‌کند، به طرز ناخواسته‌ای مجبور به ادامهٔ همکاری با بقیهٔ خانواده می‌شود تا این شغل را حفظ کنند. تم اصلی سریال در روابط بین شخصیت‌ها و مواردی مثل مرگ، دین، خیانت زناشویی و … خلاصه می‌شود. این سریال توسط آلن بال ساخته شده و از شبکهٔ اچ‌بی‌او در سال ۲۰۰۱ تا ۲۰۰۵ پخش شد که در زمان پخش تبدیل به یکی از پربیننده‌ترین سریال‌ها شد و جوایز گوناگونی را برای بازیگران و عوامل آن به همراه داشت، تا جایی که یکی از ۱۰ سریال برتر شناخته شد. به گفتهٔ روزنامهٔ تایمز، سریال شش فوت زیر زمین یکی از سریال‌هایی است که هر کسی قبل از مرگش باید آن را ببیند.
مایکل در این سریال نقش دیوید فیشر، یکی از اعضای خانوادهٔ فیشر را به عهده گرفت، فردی خونسرد که در عین خونسردی در روابط جنسی خود نیز همجنسگرا بود و باید با مرگ پدر نیز در این سریال دست و پنجه نرم می‌کرد.
مایکل با ایفای نقش در این سریال توانست در فصل جوایز، نامزدی در جوایز امی را برای ایفای نقش در این سریال دریافت کند، آن هم‌زمانی که تنها یک فصل از سریال سپری شده بود. موفقیت‌های سریال و مایکل همین‌طور ادامه داشت و سریال توانست در شش فصل خود بارها جوایز امی را در قسمت‌های مختلف دریافت کند و در یکی از بزرگ‌ترین جشنواره‌های سال توانست سه جایزه گلدن گلوب به خصوص جایزه بهترین سریال درام را به دست آورد.

### دکستر
مایکل بعد از به اتمام رسیدن سریال شش فوت زیر زمین سعی کرد نمایشنامه‌ها و فیلم‌ها و سریال‌هایی که به دستش می‌رسید را با دقت انتخاب کند. در سال ۲۰۰۵ فیلم‌نامهٔ دکستر به دستش رسید و با مطالعهٔ فیلم‌نامه تصمیم به ایفای نقش در این سریال گرفت و با قبول ایفای نقش در این سریال محبوبیت خاصی را برای خود رقم زد.
دکستر یک سریال درام آمریکایی است که پخش آن از سال ۲۰۰۶ از شبکه کابلی شوتایم آغاز شده‌است. این سریال دربارهٔ فردی است به نام دکستر مورگان که در ادارهٔ پلیس شهر میامی کار می‌کند. کار دکستر تحلیل آثار خون است و در مورد چگونگی قتل افراد تحقیق و بررسی می‌کند. دکستر یک آدمکش حرفه‌ای است؛ آدمکشی که در عین حال در مرکز پلیس میامی نیز کار می‌کند. او افرادی که از دست قانون فرار کرده یا تحت تعقیب هستند و جرمی مرتکب شده‌اند را گرفته و سلاخی می‌کند. کار دکستر قتل افراد گناهکار است.
این سریال که از سال ۲۰۰۶ آغاز شد، شامل ۹ فصل است که فصل پایانی آن در سال ۲۰۲۰ با عنوان دکستر: خون تازه نمایش داده شد. این مجموعه در شهر آرام میامی روی می‌دهد و فصل اول این سریال از روی کتاب جف لیندزی نویسندهٔ کتاب دکستر اقتباس شده‌است.
مایکل با ایفای نقش در این سریال به یکی از محبوب‌ترین بازیگران سریال تبدیل شد. کاراکتر دکستر با بهره‌گیری از هوش و ذکاوت در نقش یک قاتل زنجیره‌ای به یکی از محبوب‌ترین کاراکترهای سال‌های اخیر تبدیل شد. مایکل با بازی در این سریال هر ساله در جوایز گلدن گلوب نامزد بهترین بازیگر نقش اول مرد در سریال‌های درام می‌شد که بالاخره بعد از سه بار نامزدی، در سال ۲۰۱۰، آن هم وقتی که با سرطان دست و پنجه نرم می‌کرد توانست برنده جایزهٔ گلدن گلوب شود. او در این سال با سری تراشیده به روی سن آمد و جایزهٔ خود را دریافت نمود. مایکل بعد از سال ۲۰۱۰، در سال ۲۰۱۱ نیز توانست نامزدی در جوایز گلدن گلاب را دریافت نماید و همچنین هر سال نیز توانسته‌است نامزدی در جوایز امی را نیز تجربه کند اما همچنان منتظر دریافت این جایزه است.

### فیلم‌ها و صداپیشگی‌ها
مایکل علاوه بر ایفای نقش در سریال های شش فوت زیر زمین و دکستر، در فیلم‌ها و مستندهای مختلفی به ایفای نقش و صداپیشگی پرداخت.
مایکل در سال ۲۰۰۳ در فیلم دستمزد در نقش یک کارآگاه ظاهر شد و بعد از آن در مستندهای اسرار فراماسون‌ها و How to Spoon with Michael C. Hall به صداپیشگی پرداخت. مایکل در سال ۲۰۰۹ در فیلم گیمر در کنار جرارد باتلر در نقش کن کاستل به ایفای نقش پرداخت و بعد از آن در فیلم دردسر با بلیس نیز نقش‌آفرینی کرد. وی همچنین صداپیشگی شخصیت تافی در انیمیشن سریال استار علیه نیرو هایی شیطانی را در کارنامهٔ خود دارد.
او در فیلم دردسر با بلیس بازی کرده است.

## زندگی شخصی

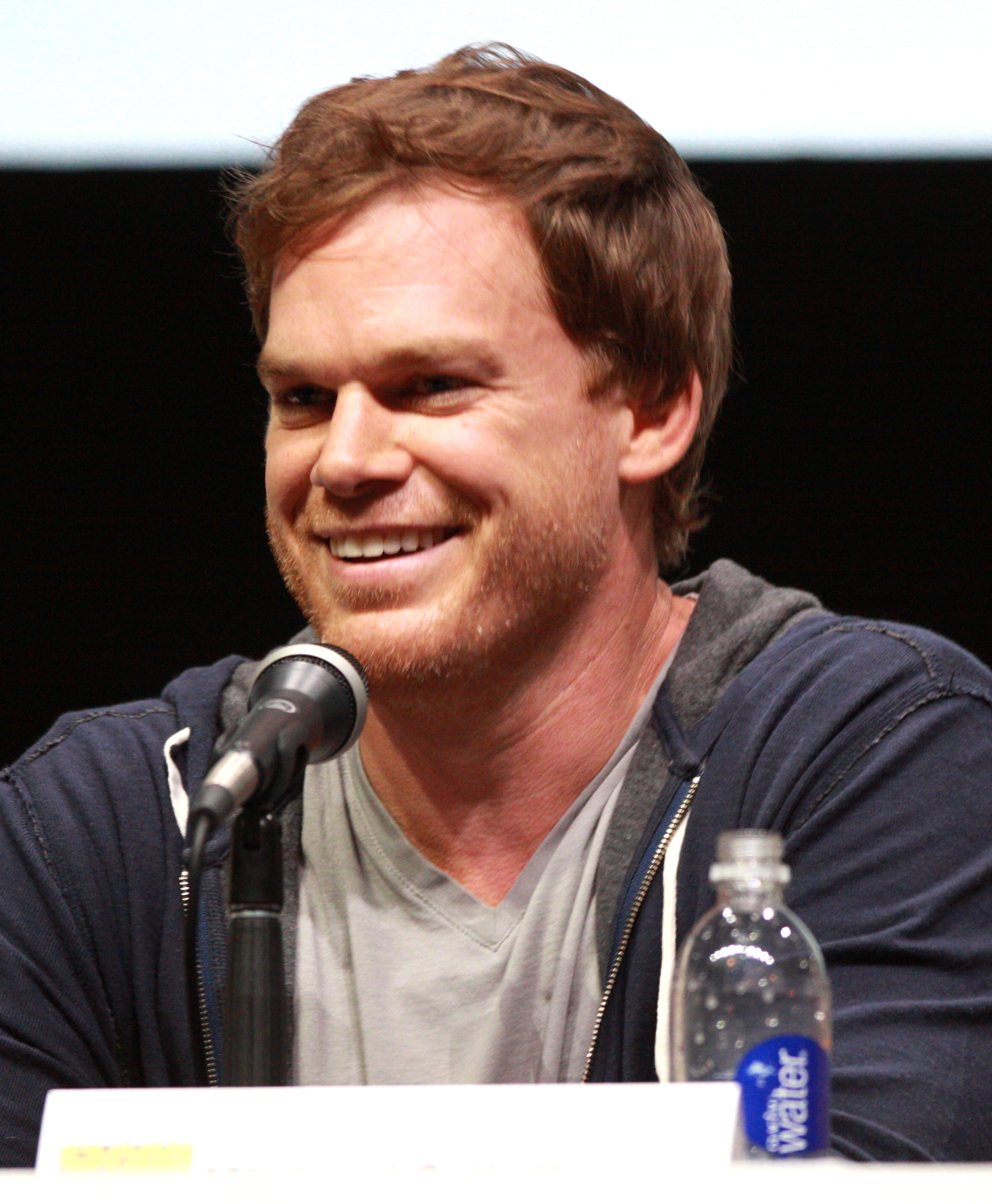
مایکل سی هال در کمیک کان ۲۰۱۳

مایکل در ۱ می ۲۰۰۳ با امی اسپینگر، خواننده، بازیگر و رقاص هالیوودی ازدواج کرد. مایکل با امی اسپینگر در تئاتر برادوی و سر صحنه تئاتر موزیکال شیکاگو آشنا شد و بعد از آشنایی، در ۲۰۰۳ با یکدیگر ازدواج کردند. اما این ازدواج دوام چندانی نداشت و بعد از ۳ سال زندگی با یکدیگر در سال ۲۰۰۶ از یکدیگر طلاق گرفتند.
مایکل بعد از طلاق با جنیفر کارپنتر آشنا شد. جنیفر، که در سریال دکستر نقش خواهرخواندهٔ دکستر را به عهده داشت، با مایکل رابطهٔ عمیقی برقرار کرد که همین رابطه منجر به ازدواج این دو شد و مایکل و جنیفر در دسامبر ۲۰۰۸ با یکدیگر ازدواج کردند. اما بار دیگر این ازدواج نیز به شکست انجامید و بعد از ۳ سال زندگی در کنار یکدیگر و همکاری در سریال دکستر، در سال ۲۰۱۱ از یکدیگر جدا شدند؛ اما این جدا شدن بدان معنا نبود که این دو از سریال دکستر کنار بروند و همچنان در نقش همکار و دو دوست در کنار هم در سریال دکستر به همکاری خود ادامه دادند.

### سرطان
مایکل در سال ۲۰۱۰ و چند روز قبل از مراسم گلدن کلوپ به همگان گفت که او مبتلا به سرطان خون و بیماری لنفوم هاجکین شده‌است. او در همین سال، همان‌طور که در سطور بالا نیز اشاره شد، در این مراسم با کلاهی در سر و سری طاس کرده وارد سالن شد و جایزه را دریافت کرد. مایکل با سرطان و بیماری جنگید و توانست در همان سال بر آن پیروز و دوباره سریال دکستر را از سر گیرد و خود را برای فصل ۵ آماده کند.

## فیلم‌شناسی

### فیلم
| سال  | عنوان                                           | نقش             | یادداشت      |
| ---- | ----------------------------------------------- | --------------- | ------------ |
| ۲۰۰۳ | دستمزد                                          | مأمور کلاین     |              |
| ۲۰۰۹ | گیمر                                            | کن کسل          |              |
| ۲۰۱۱ | دنیای پیپ                                       | جک مایرویتز     |              |
| ۲۰۱۲ | دردسر با بلیس                                   | موریس بلیس      |              |
| ۲۰۱۳ | عزیزانت را بکش                                  | دیوید کامرر     |              |
| ۲۰۱۴ | سرمای ژوئیه                                     | ریچارد دین      |              |
| ۲۰۱۵ | لیگ عدالت: خدایان و هیولاها                     | من-بت           | فیلم ویدیویی |
| ۲۰۱۶ | کریستین                                         | جورج پیتر رایان |              |
| ۲۰۱۶ | بعد از اَدِرال                                    | کارگردان        |              |
| ۲۰۱۷ | مارک فلت: مردی که کاخ سفید را به خاک سیاه نشاند | جان دین         |              |
| ۲۰۱۸ | شب بازی                                         | بلغاری          |              |
| ۲۰۱۹ | گزارش                                           | توماس ایستمن    |              |
| ۲۰۱۹ | در سایه ماه                                     | کارآگاه هولت    |              |
| ۲۰۲۱ | جان و سوراخ                                     | بردلی شی        |              |

### تلویزیون
| سال        | عنوان                               | نقش                       | یادداشت                          |
| ---------- | ----------------------------------- | ------------------------- | -------------------------------- |
| ۱۹۹۹       | همان‌طور که جهان می‌چرخد              | جری کلاین                 | ۱ قسمت                           |
| ۲۰۰۱–۲۰۰۵  | شش فوت زیر زمین                     | دیوید فیشر                | ۶۳ قسمت                          |
| ۲۰۰۴       | برفت                                | جاناتان                   | فیلم تلویزیونی                   |
| ۲۰۰۶       | اسرار فراماسون‌ها                    | راوی                      | فیلم تلویزیونی                   |
| ۲۰۰۶–۲۰۱۳  | دکستر                               | دکستر مورگان              | ۹۶ قسمت؛ همچنین تهیه‌کننده اجرایی |
| ۲۰۰۹–۲۰۱۰  | دکستر                               | دکستر مورگان              | صدا؛ ۲۴ قسمت                     |
| ۲۰۱۱       | ویتنام با کیفیت HD                  | راوی                      | ۶ قسمت                           |
| ۲۰۱۲       | روت و اریکا                         | تام                       | ۳ قسمت                           |
| ۲۰۱۴       | سالها زندگی خطرناک                  | خودش                      | قسمت: "آینده ای خطرناک"          |
| ۲۰۱۵       | جوخه عدالت: تواریخ خدایان و هیولاها | من-بت                     | صدا، قسمت: "پیچ خورده"           |
| ۲۰۱۵–۲۰۱۹  | استار علیه نیروهای شیطان            | تافی                      | صدا، ۱۱ قسمت                     |
| ۲۰۱۷       | تاج                                 | جان اف. کندی              | قسمت: "خانم کندی عزیز"           |
| ۲۰۱۸       | امن                                 | دکتر تام دیلینی           | همچنین تهیه‌کننده اجرایی          |
| ۲۰۱۹       | حالا مستند!                         | بیلی می «دد آیز» دمپسی    | قسمت: "هر شنبه بعد از ظهر"       |
| ۲۰۲۰       | شکست خوردگان                        | تام فرانکلین              | مینی سریال                       |
| ۲۰۲۱–۲۰۲۲  | دکستر: خون تازه                     | دکستر مورگان / جیم لیندسی | سری محدود؛ دنباله دکستر          |
| ۲۰۲۴–اکنون | دکستر: گناه اصلی                    | دکستر مورگان              | ۱۰ قسمت؛ پیش‌درآمد دکستر          |
| ۲۰۲۵       | دکستر: رستاخیز                      | دکستر مورگان              | دنباله دکستر                     |

### تئاتر
| سال       | عنوان                        | نقش                | یادداشت                               |
| --------- | ---------------------------- | ------------------ | ------------------------------------- |
| ۱۹۹۶      | هنری پنجم                    | ارل وارویک         | تئاتر دلاکورت                         |
| ۱۹۹۶      | تیمون آتنی                   | کافیس              | تئاتر دلاکورت                         |
| ۱۹۹۶      | نورگیر                       | ادوارد گروهبان     | تئاتر برنارد بی. جیکوبز               |
| ۱۹۹۸      | مکبث                         | مالکوم             | پابلیک تییتر                          |
| ۱۹۹۸      | کورپوس کریستی                | پطرس               | تئاتر منهتن                           |
| ۱۹۹۸      | سیمبلین                      | لئوناتوس پس از مرگ | تئاتر دلاکورت                         |
| ۱۹۹۹–۲۰۰۰ | کاباره                       | امسی               | استودیو ۵۴                            |
| ۲۰۰۲      | شیکاگو                       | بیلی فلین          | تئاتر ریچارد راجرز                    |
| ۲۰۰۴      | آر شومون                     | موریتو/دزد/خبرنگار | جشنواره تئاتر ویلیامزتاون             |
| ۲۰۰۵      | آقای مارمالاد                | آقای مارمالاد      | شرکت تئاتر رانداباوت                  |
| ۲۰۱۴      | جونزهای واقع گرا             | جان جونز           | تئاتر لایسییم                         |
| ۲۰۱۴–۲۰۱۵ | هدویگ و اینچ عصبانی          | هدویگ              | تئاتر بلاسکو                          |
| ۲۰۱۵–۲۰۱۷ | لازاروس                      | توماس جروم نیوتن   | کارگاه تئاتر نیویورک تئاتر کینگز کراس |
| ۲۰۱۸      | تام پین (بر اساس هیچ چیز)    | تام پین            | شرکت تئاتر امضا                       |
| ۲۰۱۹      | اسکیتل تجاری: موزیکال برادوی | خودش               | تالار شهر میدتاون منهتن               |

### سری وب
| سال  | عنوان          | نقش    | یادداشت              |
| ---- | -------------- | ------ | -------------------- |
| ۲۰۱۱ | کالج‌هومور اصلی | برایان | ۱ قسمت: «اجاره پورن» |
| ۲۰۲۳ | تواریخ هکرها   | جان دو | صدا، فصل 2           |